# 姚冶诚
姚冶诚（1887年8月26日—1967年9月），又名怡琴，蒋介石侧室夫人，蒋纬国的养母。

## 生平
1887年8月26日出生于江苏吴县冶长泾河北的南桥小镇，后又迁居冶长泾河南的庄滨乡:168。
年輕時，因父親吸食鴉片欠下大量債務，而被逼到舞廳作交際花。1911年，天津《益世报》描述，当南北和議告成时，姚冶诚在上海法租界作房侍（酒店侍應），姚冶诚刻意奉迎蒋介石，终至以身相许，被蒋纳为侧室:168。
蔣在日本期間與戴季陶是結拜好友。戴有一日本護士女友重松金子，重松為戴生下一子，便過繼給蔣，即為蔣緯國。姚氏未育，此後一直撫養蔣緯國:112。
1927年底，蒋介石与宋美龄结婚后，姚氏移居苏州，与蒋纬国同住:168。
蒋介石将姚氏托付给吴忠信关照，仍由蒋负担生活费用。1949年，國共內戰，國民黨失敗，姚冶诚随蒋纬国来到臺灣，住在桃園市，与她的亲家石凤翔为邻。蒋纬国再娶后，姚氏即随蒋纬国迁往臺中。
1967年9月7日，姚冶诚病逝台湾:168。